# Meaford (Staffordshire)
Pour les articles homonymes, voir Meaford.

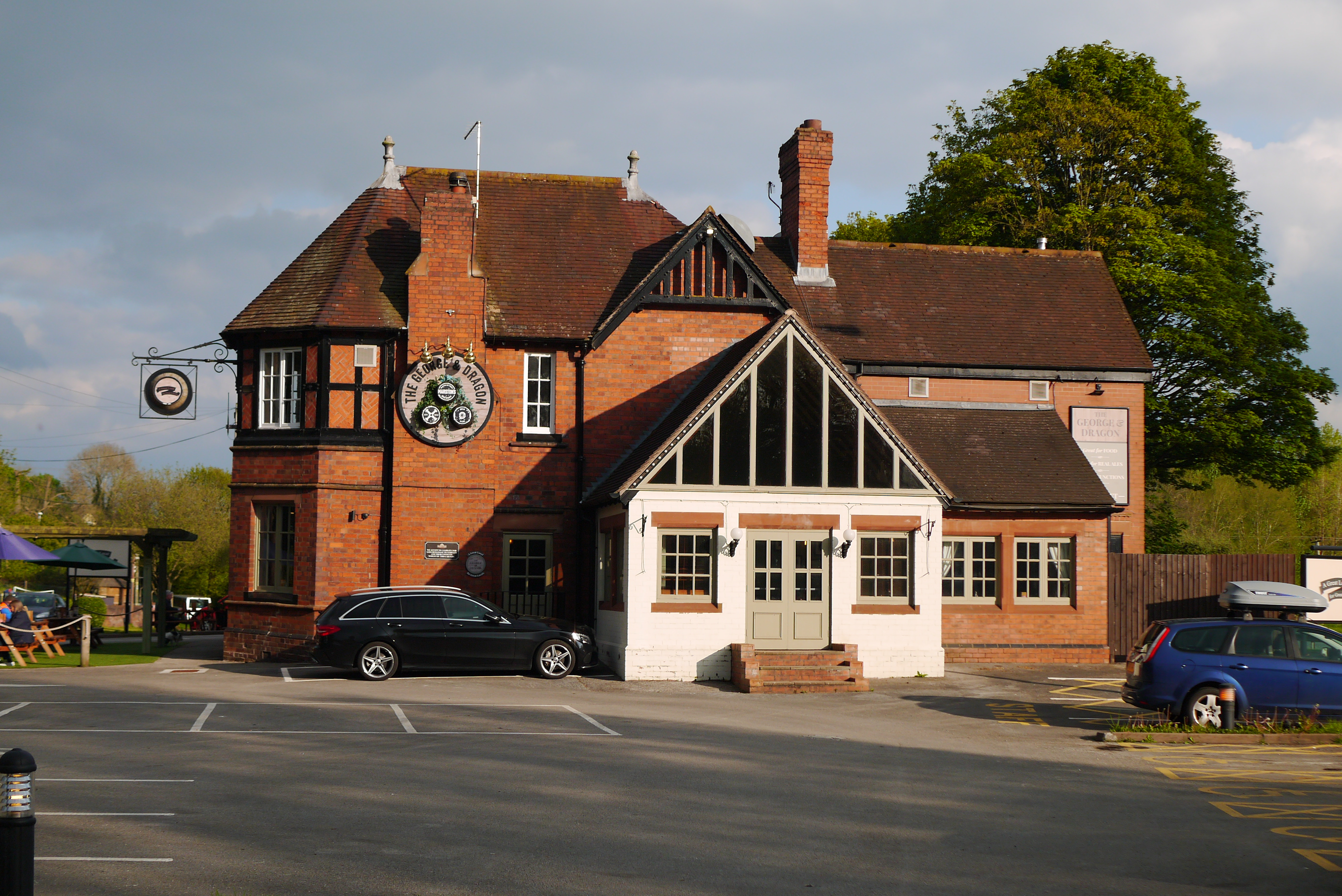
Pub George and Dragon à Meaford.

Meaford est un hameau historique situé dans le comté de Staffordshire, en Angleterre.
Il se trouve à la jonction entre les autoroutes A34 et A51, au nord de la ville de Stone. Le hameau est situé sur le fleuve Trent, alors que le Meaford Lock (lac) est sur le canal de Trent et Mersey. La personnalité la plus connue à être née dans ce hameau est John Jervis, 1er comte de St Vincent, un des héros de la Royal Navy à la fin du XVIIIe siècle et au début du XIXe siècle.
Jusqu'à la fin du XXe siècle, Meaford était facilement identifiable depuis l'autoroute A34 grâce à la présence sur la commune de la Meaford Power Station, une centrale à charbon gérée d'abord par la CEGB (en) puis par la suite par National Power. Une première centrale, Meaford 'A', d'une capacité de 120 mégawatts est construite dans les années 1940, elle cesse son activité en 1974 et est démolie en 1982. Une deuxième centrale, Meaford 'B', d'une capacité de 260 mégawatts est inaugurée en 1957, elle génère de l'électricité pour la dernière fois le 28 septembre 1990 à 13h00, et est définitivement fermée le 1er octobre 1991. Sa démolition est pratiquement terminée le 6 juin 1996 lorsque la cheminée en brique, haute de 408 pieds (124,4 m) est mise à terre.